# Domènec Orriols i Faura
Domènec Orriols i Faura (Barcelona, 6 de juny de 1903 - Barcelona, 18 d'abril de 1991) fou un futbolista català de la dècada de 1920.

## Trajectòria
Començà jugant de davanter i posteriorment de defensa. Destacà principalment a les files del FC Espanya, posteriorment reconvertit en FC Gràcia. Passà pel Llevant FC dues temporades, i la temporada 1928-29 jugà al FC Barcelona. L'equip es proclamà campió de la primera lliga espanyola, però Orriols no disputà cap partit oficial, només alguns amistosos. Es retirà l'any 1930 després d'una temporada a la UE Sants.
El seu germà Artur Orriols també fou futbolista.